# Radu Gheorghe
Radu Gheorghe (n. 16 ianuarie 1951, Tulcea) este un actor român de teatru și film, ale cărui modalități de exprimare artistică cuprind actoria, pantomima, interpretarea muzicală vocală și instrumentală (vioară, chitară și flaut). A absolvit Institutul de Artă Teatrală și Cinematografică „Ion Luca Caragiale” din București în 1975, la clasa prof. Sanda Manu, fiind coleg de grupă cu Vlad Rădescu și de generație cu Horațiu Mălăele, Dan Condurache, Maria Ploae. A interpretat numeroase roluri în teatru, film, teatrul de televiziune și teatrul radiofonic. Maestru al improvizației, este unul din promotorii genului Stand-Up Comedy în România. În stagiunea 2011-2012 joacă pe scena Teatrului Mic din București în Interpretul și Profesiunea Doamnei Warren.

## Discografie
- Broasca țestoasă, Versuri - Christian Morgenstern

Muzică-Radu Gheorghe la Cenaclul Flacăra
- De-ar fi lumea, muzica Adrian Enescu
- Ai, hai, muzică Adrian Enescu
- Cântec în limba sparga

## Filmografie
- Decolarea (1971)
- Iarba verde de acasă (1977)
- E-atît de-aproape fericirea (1978)
- Totul pentru fotbal (1978)
- Rug și flacără (1980)
- Mireasa din tren (1980)
- Am o idee!... (1981)
- Ana și „hoțul” (1981)
- Grăbește-te încet (1982)
- Semnul șarpelui (1982)
- Un echipaj pentru Singapore (1982)
- Căruța cu mere (1983)
- De dragul tău, Anca! (1983)
- Rămășagul (1985)
- Căsătorie cu repetiție (1985)
- Harababura (1990)
- Lotus (2004)
- Adevărul gol, golutz! (2015)
- E bine și la 60! (2015)
- Fața nevăzută a... Lunii (2015)
- Femeia, eterna poveste (2015)
- Vine, vine primăvara! (2015)
- Interpretul (2016)
- Tata este gras... și alte povestiri (2016)